# Mirosław Nader
Mirosław Nader (ur. 29 lipca 1950 w Płońsku) – polski naukowiec, specjalista w dziedzinie inżynierii lądowej i transportu, profesor nauk technicznych, prodziekan Wydziału Transportu PW. Członek Senatu PW, sekretarz i członek Prezydium Komitetu Transportu Polskiej Akademii Nauk, wiceprzewodniczący Komitetu Naukowo-Technicznego FS NT Naczelnej Organizacji Technicznej Ergonomii, Ochrony Pracy oraz Techniki w Medycynie.

## Biografia
W 1968 r. ukończył z wyróżnieniem Liceum Ogólnokształcące im. Henryka Sienkiewicza w Płońsku. W 1974 r. ukończył studia na Wydziale Mechanicznym Technologicznym Politechniki Warszawskiej z dyplomem magistra inżyniera mechanika. Praca magisterska dotyczyła badania procesów dyfuzji węgla w stali. Po ukończeniu studiów podjął pracę w Instytucie Transportu PW. W 1985 r. obronił pracę doktorską na temat Wybrane zagadnienia szkodliwego oddziaływania drgań technicznych środków transportu na organizm ludzki, uzyskując stopień doktora nauk technicznych. Praca ta została wyróżniona nagrodą indywidualną Ministra Nauki i Szkolnictwa Wyższego. W oparciu o dorobek naukowy i rozprawę pt.: Modelowanie i symulacja oddziaływania drgań pojazdów na organizm człowieka w 2001 r. uzyskał stopień doktora habilitowanego w dyscyplinie transport i specjalności budowa środków transportowych na Wydziale Transportu Politechniki Warszawskiej. W 2002 r. został prodziekanem Wydziału Transportu PW i członkiem Senatu PW. W 2004 r. został mianowany na stanowisko profesora nadzwyczajnego. W latach 2005–2008 przewodniczył Senackiej Komisji ds. Historii i Tradycji. W 2017 r. uzyskał tytuł naukowy profesora nauk technicznych.
W roku 1976 odbył 2-miesięczną praktykę zawodową w Szwecji w zakładach Kockums AB w Karlskrona, a latach 1986–2001 odbył kilka razy staże naukowe w Institut für Fördertechnik und Schienenfahrzeugen RWTH Aachen (Rheinisch-Westfälische Technische Hochschule), Niemcy. Ponadto odbył krótkoterminowe staże badawcze w BLS Lötschbergbahn AG Interlaken – Böningen, Szwajcaria.
Działalność naukowo-badawcza prof. Nadera skupia się m.in. na budowie i badaniach środków transportowych, badaniach oddziaływania drgań, hałasu i innych czynników fizycznych na otoczenie i człowieka, modelowaniu i symulacji oddziaływań dynamicznych w układzie człowiek – pojazd – środowisko, biomechanice (jest twórcą oryginalnych modeli biomechanicznych człowieka), zagadnieniach recyklingu i ekologii. Jest autorem i współautorem 284 publikacji oraz ponad 60 raportów naukowo-badawczych dotyczących m.in. oddziaływania pociągów metra na otoczenie i ludzi, a także współautorem czterech aktów prawnych z zakresu ochrony pracy, określających dopuszczalne poziomy drgań w pojazdach samochodowych i szynowych. Dokumenty te wykorzystywane są w szczególności przy projektowaniu bezpiecznych i ergonomicznych lokomotyw i zespołów trakcyjnych oraz ich produkcji i eksploatacji. W 2001 r. prof. Nader po raz pierwszy zastosował analizę przepływu energii i rozdziału mocy jako metodę do badania oddziaływania drgań ogólnych na człowieka, umożliwiając wskazanie narządów najbardziej obciążonych drganiami (3 lata wcześniej metodę tę wykorzystał Marian Witalis Dobry dla drgań miejscowych).
Na zlecenie JM Rektora PW w 2011 r. odnalazł w archiwach IPN i AAN wcześniej nieznane dokumenty, przywracające po 66 latach dobre imię (niesłusznie posądzanemu o zdradę) prof. Janowi Czochralskiemu dr. hc. PW – praojcowi elektroniki, twórcy metody otrzymywania monokryształów, która zrewolucjonizowała współczesny świat technologii elektronowych.
Mirosław Nader jest żonaty z Elżbietą z d. Krasińska, absolwentką Wydziału Inżynierii Lądowej PW. Ma trójkę dzieci: Luizę (absolwentka UW, historyk sztuki, dr hab. profesor ASP, Kierownik Katedry Historii Sztuki Polskiej Najnowszej, b. Prezes Zarządu Sekcji polskiej AICA Międzynarodowego Stowarzyszenia krytyki Artystycznej), Stanisława (absolwent PW, dr inż. w dyscyplinie inżynieria lądowa i transport) oraz Natalię (absolwentka UW, adwokat).
Prof. Mirosław Nader jest pasjonatem historii. Wraz z rodziną mieszka w XIX-wiecznym zabytkowym dworze o cechach klasycystycznych, za jego odrestaurowanie otrzymał od Ministra Kultury i Sztuki Złotą Odznakę Za opiekę nad Zabytkami. Kolekcjonuje przedmioty związane z historią Polski, a w szczególności polskich szkół wyższych. Wielokrotnie organizował wystawy w Muzeum Politechniki Warszawskiej, oparte m.in. o własne zbiory.
Od 2011 r. prof. dr hab. Mirosław Nader pełni funkcję Wielkiego Kanclerza Kapituły Orderu Świętego Stanisława w Polsce.

## Stanowiska
- 2002–2005 – prodziekan Wydziału Transportu PW
- od 2003 r. – Prezes Polskiego Towarzystwa Techniczno-Ekonomicznego
- 2003–2006 – Wiceprzewodniczący Rady Naukowo-Technicznej przy Prezesie Urzędu Transportu Kolejowego
- od 2004 r. – Kierownik Konsorcjum Naukowego Politechnika Warszawska (lider) – Instytut Techniki Budowlanej (partner)
- od 2005 r. – Kierownik Studiów Podyplomowych – Diagnostyka pojazdów samochodowych
- 2005–2008 – Przewodniczący Senackiej Komisji ds. Historii i Tradycji
- 2007–2012 – Zastępca Przewodniczącego Komitetu Redakcyjnego Kwartalnika Polskiej Akademii Nauk – Archives of Transport
- 2012–2016 – Pełnomocnik JM Rektora Politechniki Warszawskiej ds. organizacji obchodów 100-lecia odnowienia tradycji Politechniki Warszawskiej w kadencji 2012–2016
- 2012–2014 – Koordynator Obchodów Roku prof. Jana Czochralskiego na Politechnice Warszawskiej
- od 2012 r. – Przewodniczący Komisji Egzaminów Dyplomowych na Wydziale Transportu PW
- od 2016 r. – Pełnomocnik JM Rektora Politechniki Warszawskiej ds. dziedzictwa Politechniki Warszawskiej w kadencji 2016–2020
- od 2017 r. – Wiceprzewodniczący Komitetu Naukowo-Technicznego Federacji Stowarzyszeń Naukowo-Technicznych NOT Ergonomii. ochrony pracy oraz techniki w medycynie
- od 2018 r. – Wiceprzewodniczący Komitetu Programowo-Organizacyjnego obchodów 100-lecia Odzyskania Niepodległości

## Członkostwa
- Członek International Society of Biomechanics (od 1986 r.)
- Członek International Institute of Acoustics and Vibration (od 2003 r.)
- Członek założyciel Polskiego Towarzystwa Biomechaniki (od 1985 r.)
- Członek Polskiego Towarzystwa Symulacji Komputerowej (od 2001 r.)
- Członek Senatu PW – przedstawiciel profesorów i dr hab. w kadencjach 2002–2005, 2005–2008 i 2012–2016
- Członek Rady Naukowo-Technicznej przy Prezesie Urzędu Transportu Kolejowego (2011–2014)
- Członek Kapituły Ogólnopolskiego Konkursu o Nagrodę im. Prof. Jana Czochralskiego (od 2014 r.)
- Członek Senackiej Komisji ds. Etyki Zawodowej (od 2008)
- Członek PAN, Członek Prezydium Komitetu Transportu PAN, Sekretarz Komitetu Transportu (2007–2012)
- Członek Komitetu Mechaniki PAN, Sekcja Biomechaniki (2007–2015)
- Członek Rady Naukowej Instytutu Transportu Samochodowego (2008–2012)

## Nagrody, wyróżnienia, odznaczenia
- Krzyż Oficerski Orderu Odrodzenia Polski (2005 r.)[14]
- Krzyż Kawalerski Orderu Odrodzenia Polski (1999 r.)[15]
- Srebrny Krzyż Zasługi (1995 r.)[16]
- Medal Komisji Edukacji Narodowej (2011 r.)
- Medal Złoty za Długoletnią Służbę (2018 r.)[2]
- 4 Nagrody Ministra Nauki i Szkolnictwa Wyższego za działalność naukową (2) i dydaktyczno-wychowawczą (2).
- Dyplom Ministra Nauki i Szkolnictwa Wyższego za krajową koordynację obchodów Roku Jana Czochralskiego z dnia 30.05.2014 r.
- Nagroda Ministra Kultury i Sztuki – Złota Odznaka Za opiekę nad Zabytkami, 30.09.1998 r.,
- 24 Nagrody JM Rektora Politechniki Warszawskiej – za osiągnięcia naukowe (12), dydaktyczne (4), organizacyjne (8)
- Złoty Medal z Liśćmi Dębu – Harcerski Medal Strzelecki Za zasługi w Rozwoju i Umacnianiu Obronności Kraju (2016 r.)
- Złota Odznaka Św. Floriana (2016 r.)
- Nagroda Samorządu Studenckiego PW Złota Kreda w kategorii Najlepszy Wykładowca – czterokrotnie (2011/2012, 2012/2013, 2013/2014, 2014/2015[17]).

## Działalność pozanaukowa
- Członek Komitetu Organizacyjnego ds. odtworzenia pomnika Prezydenta Ignacego Mościckiego przed Gmachem Technologii Chemicznej PW[18]
- Członek Komitetu Honorowego budowy popiersia i tablicy pamiątkowej Generała Józefa Hallera (odsłonięcie w Kościele Zbawiciela w Warszawie w dniu 07.05.2019 r.)[19]
- Członek Społecznego Komitetu Upamiętnienia dr inż. Teresy Walewskiej-Przyjałkowskiej (odsłonięcie tablicy na wydziale SIMR PW w dniu 10.05.2019 r.)[20]
- Członek Komitetu Honorowego obchodów 100-lecie Stowarzyszenia Elektryków Polskich - III Kongres Elektryki Polskiej, Warszawa, 2–3 kwietnia 2019 r.[21]
- Krajowy Koordynator Obchodów Roku prof. Jana Czochralskiego[22]
- Recenzent w ramach systemu OSF – Departament Instrumentów Polityki Naukowej Ministerstwa Nauki i Szkolnictwa Wyższego (2009–2012)
- Ekspert w Centrum Unijnych Projektów Transportowych – program operacyjny Infrastruktura i Środowisko (2008–2013)
- 2003–2008 Członek Rady Izby Przemysłowo Handlowej Inwestorów Zagranicznych w Polsce.
- Polski Związek Strzelectwa Sportowego-Licencja „B”, uprawianie strzelectwa sportowego, CWKS LEGIA od 1997 r.

## Wybrane publikacje
- Nader M.: Drgania i hałas w transporcie. Wybrane zagadnienia., Oficyna Wydawnicza Politechniki Warszawskiej, ISBN 978-83-7814-543-1, 2016
- Wł. Kurnik, M. Nader, J. Szmidt: Obchody roku Jana Czochralskiego, Postępy Fizyki, tom 67, zeszyt 1–2, 2016 r., CISSN 0032-5430, s. 2-9
- Nader M., Mrugalski Zdz., Dybczyńska-Bułyszko A., Szwedowski A.: Księga Jubileuszowa stulecia odnowienia tradycji Politechniki Warszawskiej, 2015, Warszawa, Oficyna Wydawnicza Politechniki Warszawskiej, ISBN 978-83-7814-342-0, s. 330
- Nader M.: Modelowanie i symulacja oddziaływania drgań pojazdów na organizm człowieka, Oficyna Wydawnicza Politechniki Warszawskiej, 2001
- Nader M.: Experimental investigations of special vehicles vibration with regard to their influence on human organism, w: Engineering Transactions, vol. 48, nr 2, 2000, ss. 1–15
- Nader M.: Influence of mechanical vibration on human body in means of transport and its modelling, w: Archives of Transport, vol. 2, nr 12, 2000, ss. 33–53
- Nader M., Sala M., Patent NR 214797: Kolejowy wagon transportowy, ogłoszony 30.09.2013, Wiadomości Urzędu Patentowego 09/13
- Pajączkowska A., Talik E., Nader M.: Jan Czochralski prekursor współczesnej elektroniki. Stulecie odkrycia metody krystalizacji, Oficyna Wydawnicza Politechniki Warszawskiej, 2013, ISBN 978-83-7814-180-8